# Vlazrimi Kičevo
Maillots
Le Fudbalski Klub Vlazrimi Kičevo (en macédonien : фудбалски клуб Влазрими Кичево, et en albanais : Klubi Futbollistik Vëllazërimi 77), plus couramment abrégé en Vlazrimi Kičevo, est un club macédonien de football fondé en 1977 et basé dans la ville de Kičevo.

## Bilan sportif

### Palmarès
| Compétitions nationales                                    |
| ---------------------------------------------------------- |
| - Championnat de Macédoine D2 (1) : - Vainqueur : 2004-05. |

### Bilan saison par saison
| Saison    | D1  | D2  | Points | Journée | Vic. | Nuls | Déf. | B.P. | B.C. | Diff. |
| --------- | --- | --- | ------ | ------- | ---- | ---- | ---- | ---- | ---- | ----- |
| 2009-2010 |     | 13e | 14 pts | 26      | 3    | 5    | 18   | 16   | 49   | -33   |
| 2008-2009 |     | ... | ...    | ...     | ...  | ...  | ...  | ...  | ...  | ...   |
| 2007-2008 |     | ... | ...    | ...     | ...  | ...  | ...  | ...  | ...  | ...   |
| 2006-2007 | 12e |     | 9 pts  | 33      | 2    | 3    | 28   | 22   | 95   | -73   |
| 2005-2006 | 8e  |     | 43 pts | 33      | 13   | 4    | 16   | 44   | 57   | -13   |
| 2004-2005 |     | 1e  | 75 pts | 33      | 24   | 3    | 6    | 70   | 34   | +36   |
| 2003-2004 |     | 8e  | 50 pts | 32      | 15   | 5    | 12   | 51   | 45   | +6    |
| 2002-2003 |     | 11e | 53 pts | 36      | 16   | 5    | 15   | 54   | 57   | -3    |

## Personnalités du club

### Présidents du club
- Gani Arslani
- Ruzhdi Aliu

### Entraîneurs du club
- Igor Nikolaevski
- Nazmi Ajdini

## Logos de l'histoire du club

Logo n°1